# Mühlenfließ-Sägebach Ergänzung
Mühlenfließ-Sägebach Ergänzung este o arie protejată (arie specială de conservare — SAC, sit de importanță comunitară — SCI) din Germania întinsă pe o suprafață de 122,85 ha, integral pe uscat.

## Localizare
Centrul sitului Mühlenfließ-Sägebach Ergänzung este situat la coordonatele 52°07′28″N 13°35′02″E / 52.1244°N 13.5839°E.

## Înființare
Situl Mühlenfließ-Sägebach Ergänzung a fost declarat sit de importanță comunitară în martie 2004 pentru a proteja 1 specie de animale. Situl a fost protejat și ca arie specială de conservare în decembrie 2016.

## Biodiversitate
Situată în ecoregiunea continentală, aria protejată conține 3 habitate naturale: Pajiști calcaroase din nisipuri xerice, Pajiști cu Molinia pe soluri calcaroase, turboase sau argilos-nămoloase (Molinion caeruleae), Liziere de ierburi înalte hidrofile de câmpie și de nivel montan până la alpin.
La baza desemnării sitului se află o specie protejată de  nevertebrate: fluturele purpuriu (Lycaena dispar).